# Seljonaja Dolina (Kaliningrad)
Seljonaja Dolina (russisch Зелёная Долина, deutsch Groß Niebudszen, 1936–1938 Groß Niebudschen, 1938–1945 Steinsee (Ostpr.), litauisch Didieji Nybudžiai) ist ein Ort in der russischen Oblast Kaliningrad. Er gehört zur kommunalen Selbstverwaltungseinheit Stadtkreis Tschernjachowsk im Rajon Tschernjachowsk.

## Geographische Lage
Seljonaja Dolina liegt 20 Kilometer nordöstlich der Rajonstadt Tschernjachowsk (Insterburg) an der Buda (dt. Niebudies, 1938 bis 1945 Kutte) kurz vor deren Einfluss in die Inster. Der Ort ist über einen Landweg (Kommunalstraße 27K-284) von Koslowka (Sauskeppen/Sausen) aus zu erreichen. Bis 1945 war der Ort Bahnstation an der Bahnstrecke Insterburg–Kraupischken der Insterburger Kleinbahnen.

## Geschichte
Der seinerzeit Groß Niebuden genannte Ort wurde im Jahre 1554 zum ersten Male urkundlich erwähnt. Das Dorf, das vor 1945 lediglich aus ein paar größeren und kleineren Höfen bestand, war zwischen 1874 und 1945 in den Amtsbezirk Kaukern (ab 1930 „Amtsbezirk Bärensprung“ genannt, der Ort heißt heute russisch: Sagorjewka) eingegliedert und gehörte zum Kreis Insterburg im Regierungsbezirk Gumbinnen der preußischen Provinz Ostpreußen. Im Jahre 1910 zählte die Landgemeinde Groß Niebudszen 120 Einwohner. 1933 waren dort 112 Einwohner registriert.
Am 17. September 1936 änderte sich die Schreibweise des Ortsnamens in „Groß Niebudschen“. Am 3. Juni 1938 gar wurde das Dorf aus politisch-ideologischen Gründen in „Steinsee (Ostpreußen)“ umbenannt. Am 1. April 1939 vergrößerte es sich um den Nachbarort Bärengraben (bis 1938: Klein Niebudszen/Klein Niebudschen, heute russisch: Sadowoje), der eingemeindet wurde und die Einwohnerzahl im gleichen Jahr bis auf 215 ansteigen ließ.
Im Jahre 1945 kam die Gemeinde Steinsee mit dem nördlichen Ostpreußen zur Sowjetunion. 1947 erhielten das ehemalige Groß Niebudszen (als "Nebudschen") die russische Bezeichnung Sadowoje und das ehemalige Klein Niebudszen die russische Bezeichnung Seljonaja Dolina. Vor Ort wurde es aber genau andersherum gehandhabt, sodass Seljonaja Dolina als neue Bezeichnung für das ehemalige Groß Niebudszen verwendet wurde. Gleichzeitig wurde Seljonaja Dolina dem Dorfsowjet Sagorski selski Sowet im Rajon Tschernjachowsk zugeordnet. Von 2008 bis 2015 gehörte der Ort zur Landgemeinde Kaluschskoje selskoje posselenije und seither zum Stadtkreis Tschernjachowsk.

## Kirche
Bis 1945 war Groß Niebudszen resp. Steinsee ein evangelisch geprägtes Dorf und war in das Kirchspiel Pelleningken (1938–1946: Strigengrund, russisch: Sagorskoje) eingepfarrt. Dieses war Teil des Kirchenkreises Insterburg in der Kirchenprovinz Ostpreußen der Kirche der Altpreußischen Union. Heute liegt Seljonaja Dolina im Einzugsbereich der in den 1990er Jahren neu entstandenen evangelisch-lutherischen Gemeinde in Schtschegly (Saugwethen, 1938–1946 Saugehnen) innerhalb der Kirchenregion Tschernjachowsk (Insterburg) in der Propstei Kaliningrad der Evangelisch-lutherischen Kirche Europäisches Russland.